# Archidium globiferum
Archidium globiferum là một loài rêu trong họ Archidiaceae. Loài này được Bruch Wijk & Margad. mô tả khoa học đầu tiên năm 1947.